# Jean Louis Émile Boudier
Jean Louis Émile Boudier (Garnay, 6 de janeiro de 1828 - Blois, 4 de fevereiro de 1920) foi um farmacêutico e micologista francês.

## Biografia
Em 1852 abraça a carreira de seu pai, farmacêutico e naturalista, brilhante micologista e entomologista, que lhe comunica a sua paixão pelas ciências naturais.
Diplomado como farmacêutico de primeira classe em 4 de maio de 1852, Émile Boudier funda a a farmácia do estabelecimento termal de Enghien-les-Bains em 1853. Mais tarde retoma a oficina paternal onde exercerá durante vinte e cinco anos até 1878, data em que se retira para dedicar-se às suas pesquisas científicas favoritas até à sua morte. Durante trinta anos dirigiu excursões micológicas semanais às florestas da região de Île-de-France, acompanhado por numerosos micologistas franceses e estrangeiros.
Antes apaixonado pela entomologia, na qual se notabiliza reunindo uma colecção importante, a sua segunda paixão revela-se no decurso de excursões com o micologista Joseph-Henri Léveillé (1796-1870), de quem tinha a sorte de ter por vizinho em Montmorency. Em 1854, contribui para a criação da Société botanique de France, à qual presidirá em 1901.
Em 1864 é eleito correspondente da Académie Nationale de Médecine que lhe concede o prémio Orfila pela sua memória Les Champignons au point de vue de leurs caractères usuels, chimiques et toxicologiques, a qual será publicada dois anos depois antes de ser traduzida para o alemão.
Em 1870, a pilhagem da sua colecção de insetos raros pelos alemães, incita-o a dedicar-se exclusivamente aos fungos.
Depois de publicar uma monografia dos Ascomycota (1868), dedica-se à renovação da sistemática dos Discomycetes, após ter descoberto a importância da deiscência dos ascos que o levará a dividir a subclasse dos Discomycetes em operculados e inoperculados. Reúne as suas observações em 1885 no seu Essai sur la classification des Discomycètes charnus, obra premiada com o prémio Desmazières, atribuído pela Académie des Sciences em 1887.
Em 1884, foi, juntamente com Lucien Quélet (1832-1899) e Antoine Mougeot (1815-1889), um dos fundadores da Société mycologique de France, a que presidirá de 1887 a 1890, antes de ser eleito presidente honorário, e depois presidente de honra em fevereiro de 1903. Em 1905, torna-se membro honorário da British Mycological Society e mais tarde correspondente da Académie des Sciences em 1908.
Segue-se a sua obra mais importante Les Discomycètes d'Europe (1907) e Histoire et classification des Discomycètes d’Europe (1909).
Paralelamente a estes trabalhos determinantes sobre a classificação e a mais de 90 publicações de sistemática, os seus talentos de aquarelista vão firmar a sua reputação à escala mundial, com a publicação do seu magnífico atlas com mais de 600 imagens, Icones mycologicae (6 volumes, 1904-1910).
A Faculdade de Farmácia da Universidade Paris Descartes dedicou-lhe um dos seus anfiteatros, mas o governo não reconhecerá os seus méritos até 1910, quando o nomeia cavaleiro da Legião de Honra.
Em 1917, com 89 anos, retira-se para Blois, donde publicará  Dernières étincelles mycologiques.

## Publicações
- Boudier, É. (1869). Mémoire sur les Ascobolées. Annales des Sciences Naturelles, Botanique, sér. 5 10: 191-268.

- Boudier, É. (1877). De quelques espèces nouvelle de champignons. Bull. Soc. Bot. France 24: 307-314.

- Boudier, É. (1879). Diagnoses nouvelles de quelques espèces critiques de champignons. Bull. Soc. Bot. France 26: 228-236.

- Boudier, É. (1881). Nouvelles espèces de champignons de France. Bull. Soc. Bot. France 28: 91-[93], tab.
- Boudier, É. (1885). Note sur un nouveau genre et quelques nouvelles espèces des Pyrenomycètes. Revue Mycologique Toulouse 7: 224-[226], tab.

- Boudier, É. (1885). Nouvelle classification naturelle des Discomycètes charnus. Bull. Soc. Mycol. France 1: 91-120.

- Boudier, É. (1885). Description de quelques espèces nouvelles de champignons basidiosporés. Bull. Soc. Bot. France 32: 282-[283].

- Boudier, É. (1887). Notice sur les discomycètes figurés dans les dessins inédits de Dunal. Bull. Soc. Mycol. France 3: 88-96.

- Boudier, É. (1888). Nouvelles espèces de Discomycètes inoperculès de France. Bull. Soc. Mycol. France 4: 76-86, 1 pl..

- Boudier, É. (1891). Quelques nouvelles espèces de champignons inférieurs. Bull. Soc. Mycol. France 7: 81-83, tab.

- Boudier, É. (1891). Trois nouvelles espèces de Pezizes. Bull. Soc. Mycol. France 7: [215].

- Boudier, É. et Patouillard, N.T. (1892). Description de deux nouvelles espèces de Gymnoascus de France. Bull. Soc. Mycol. France 8: 43-45, 1 pl..

- Boudier, É. (1896). Description de quelques nouvelles espèces de Discomycètes de France. Bull. Soc. Mycol. France 12: 11-17, pls. 3-4.

- Boudier, É. (1897). Nouvelles espèces ou variétés de champignons de France. Bull. Soc. Mycol. France 13 (1): 9-18, pls 1-4.

- Boudier, É. (1897). Révision analytique des morilles de France. Bull. Soc. Mycol. France 13 (2): 129-153.

- Boudier, É. (1898). Descriptions et figures de quelques espèces de Discomycètes operculés nouvelles ou peu connues. Bull. Soc. Mycol. France 14: 16-23, pls. 3-4..

- Boudier, É. (1898). Description d'une nouvelle espèce de morille de France, le Morchella Reilana. Ann. Soc. Bot. Lyon 23: 85-87.

- Boudier, É. (1899). Note sur quelques champignons nouveaux des environs de Paris. Bull. Soc. Mycol. France 15: 4-54.

- Boudier, É. et Patouillard, N.T. (1900). Note sur deux champignons hypogés. Bull. Soc. Mycol. France 16: 141-146, 1 pl..

- Boudier, É. (1901). Note sur le genre Perrotia, nouveau genre de Discomycètes operculés. Bull. Soc. Mycol. France 17: 23-25.

- Boudier, É. (1902). Champignons nouveaux de France. Bull. Soc. Mycol. Fr. 18: 137-146, 3 plates.

- Boudier, É. (1904-1905, publ. 1905). Icones Mycologicae 1-5 [Série 1]: pls. 1-100. Paris; Paul Klincksieck.

- Boudier, É. (1905-1906, publ. 1906). Icones Mycologicae 6-10 [Série 2]: pls. 101-200. Paris; Paul Klincksieck.

- Boudier, É. (1906-1907, publ. 1907). Icones Mycologicae 11-15 [Série 3]: pls. 201-300. Paris; Paul Klincksieck.

- Boudier, É. (1907). Histoire et Classification des Discomycètes d’Europe. 223 pp. Paris; Librairie des Sciences Naturelles Paul Klincksieck.

- Boudier, É. (1907-1908, publ. 1908). Icones Mycologicae 16-20 [Série 4]: pls. 301-400. Paris; Paul Klincksieck.

- Boudier, É. (1908, publ. 1909). Note sur une nouvelle espèce de Pseudophacidium. Transactions of the British Mycological Society 3: 81.

- Boudier, É. (1908-1909, publ. 1909). Icones Mycologicae 21-25 [Série 5]: pls. 401-500. Paris; Paul Klincksieck.

- Boudier, É. (1909-1910, publ. 1910). Icones Mycologicae 26-30 [Série 6]: pls. 501-600. Paris; Paul Klincksieck.

- Boudier, É. et Torrend, C. (1911). Discomycètes nouveaux de Portugal. Bull. Soc. Mycol. France 27: 127-136, tab.

- Boudier, É. (1917). Dernières étincelles mycologiques. Bull. Soc. Mycol. France 33: 7-22, tab. 1-6.

## Lista dostáxonsde Boudier em micologia
Além dos géneros Boudiera e Boudierella, e de 86 espécies e subespécies boudieri que lhe foram dedicadas pelos micologistas, Boudier descreveu (exclusivamente sob o seu nome) os seguintes táxons:
- Géneros :
  - Ascophanus (1869)
  - Pulvinula (1885)

- Espécies :
  - Ascobolus michaudii
  - Boletus dupainii
  - Clitocybe arnoldii
  - Collybia benoistii
  - Coprinus tigrinellus
  - Cortinarius alpinus
  - Disciotis maturescens e a sua variedade fulvescens
  - Entoloma sericellum
  - Exobasidium vaccinii-uliginosi
  - Ganoderma resinaceum, G. valesiacum
  - Helvella alpestris, H. lactea
  - Humaria menieri, H. superans
  - Inocybe acuta, I. ionipes, I. maculata
  - Lactarius flavidus, L. fluens, L. rufus v. exumbonatus
  - Lamprospora carbonicola, L. dictydiola
  - Marasmius menieri
  - Microglossum fuscorubens
  - Morchella conica v. intermedia, M. esculenta v. umbrina, M. hortensis, M. inamoena, M. rielana
  - Orbilia curvatispora, O. sarraziniana
  - Peziza ampliata v. costifera, P. arvernensis
  - Pluteus luctuosus
  - Terfezia boudieri v. pedunculata
  - Torrendiella ciliata